# Ulug Beg
Mirza Mohamed Tarik Ibn Šahruh (čagatajsko میرزا محمد طارق بن شاہ رخ, perzijsko میرزا محمد تراغای بن شاہ رخ), bolj znan kot Ulug Beg [úlug bég], timuridski sultan, astronom, matematik in  kaligraf, * 22. marec 1394, Sultanija, Timuridski Iran, † 27. oktober 1449, Samarkand na poti v Meko.
Od leta 1411 do 1449  je vladal v sedanjem Uzbekistanu, Tadžikistanu, Turkmenistanu, Kirgizistanu, južnem Kazahstanu in večjem delu Afganistana.
Ulug Beg ni njegovo pravo osebno ime, ampak vzdevek, ki bi se lahko ohlapno prevedel kot »veliki vladar« ali »patriarhalni vladar« in je turški ekvivalent Timur Lenkovega  perzijsko-arabskega naziva Emīr-e Kabīr. Njegovo pravo ime je bilo Mirza Mohamed Tarik (Taragaj) Bin Šahruh.
Slovel je po svojih matematičnih delih, ki so se navezovala na astronomijo, kamor sta spadali trigonometrija in sferna geometrija. V letih 1424-1429 je v Samarkandu zgradil velik astronomski observatorij, ki je bil v tistem času eden od najboljših v islamskem svetu in največji v Srednji Aziji. V letih 1417-1420  je zgradil tudi Ulugbegovi medresi v Samarkandu in Buhari in obe mesti pretvoril v največji središči učenosti v Srednji Aziji.

## Mladost
Ulug Beg je bil vnuk Timur Lenka in najstarejši sin četrtega Timurjevega sina sultana Šahruha. Oba sta bila iz poturčenega mongolskega plemena Barlas iz Transoksanije (zdaj Uzbekistan), ki je služilo v Džingiskanovi vojski. Mati Gaharšad Begum je bila plemkinja, hči uglednega turškega aristokrata Gijasitdina Tarhana. Rojen je bil med Timurjevo invazijo v Sultaniji v Iranu. Šahruh je bil miroljubnejše in plemenitejše narave kot Timur.
Kot otrok je med Timurjevim širjenjem cesarstva  prepotoval velik del Srednjega vzhoda in Indije. Po Timurjevi smrti in očetovem prevzemu oblasti v večini Timuridskega cesarstva se je naselil v očetovi prestolnici Samarkand. Po Šahruhovi preselitvi prestolnice v Herat v sodobnem Afganistanu je šestnajstletni Ulug Beg leta 1409 v upravo dobil najprej Samarkand. Šahruh je tedaj prestavil prestolnico v Herat v pokrajini Veliki Horasan. Samarkand leži v dolini reke Zerevšan južno od Rdeče puščave Kizilkum v današnjem Uzbekistanu. Grki so ga imenovali Marakanda, kasneje pa se je imenoval tudi Afrasijab. Mesto obstaja že od davnega 4. tisočletja pr. n. št. Starodavne razvaline ležijo severno od zdajšnjega mesta. Veljava tega kraja je, tako kot pri Palmiri v Siriji, rasla iz njegove lege ob Svilni cesti, osrednji trgovski poti od Bližnjega vzhoda proti Kitajski. Prav zaradi pomembne lege je bilo neizbežno, da je skozi stoletja prehajal iz rok v roke. Zavzeli so ga Grki pod Aleksandrom Velikim, perzijski Samanidi, pa horezmski šahi, dokler ga ni leta 1220 končno razdejal Džingiskan. Samarkanda se je od nekdaj držal pridih čarobnosti. Ko je Aleksander Veliki prvikrat uzrl to častitljivo utrjeno mesto, je dejal: »Vse kar sem slišal, drži, a vendar je mnogo lepši, kot sem si bil kdaj koli zamišljal.« Aleksander pa ni mogel vedeti, da bo porušeno mesto kasneje doživelo še eno preobrazbo, ki jo bo zastavil Timur, nadaljevali pa njegovi nasledniki. Samarkand ne slovi samo po medresah na velikem Trgu Registan in po Timurjevi grobnici, ampak tudi po mošeji Bibi Kanum, eni največjih mošej sveta, ki je dobila ime po Timurjevi kitajski ženi. Mnogo islamskih stavb so postavili tudi Uzbeki, ki so leta 1500 zavzeli mesto. Pozneje je veličina Samarkanda počasi plahnela, vse dokler mu s prenovo v 19. stoletju niso povrnili nekdanjega sijaja.
Leta 1411 je postal vladar celotnega Mavaranarskega kanata (Transoksanija).
S 17-imi leti je Ulug Beg leta 1411 postal vladar celotnega Mavaranarskega kanata (Mavarannahr, Maveranahr, Mavarannhar). Začel se je navduševati nad pesništvom, zgodovino in še posebej nad astronomijo. Sčasoma mu ni bilo do tega, da bi, kakor njegova predhodnika, proslavil svoje ime z osvajalnimi vojnami. Postal je eden najbolj prosvetljenih ljudi svojega tanko odmerjenega časa.

## Znanstveno delo
Kot vladar se je že v najstniških letih odločil, da bo Samarkand pretvoril v intelektualno središče cesarstva. V letih 1417 do 1420 je v samem središču Samarkanda na trgu Registan zgradil Ulugbegovo medreso, nekakšno univerzo ali inštitut, in povabil k študiju številne islamske astronome in matematike. Pod vsako kupolo je bila predavalnica, poleg njih pa mošeja. Povezovanje Alaha s čimer koli razen s pisano besedo iz Korana v islamskem svetu ni dovoljeno, zato je nenavadno, da sta bila na pročelju mošeje naslikana dva tigra. Zgradba medrese še stoji.
Člana Ulugbegove šole sta bila tudi al Kaši Kašani in najmlajši med njimi mula Ali Kušči (1403–1474), matematik in astronom, ki je slovel tudi v medicini in poeziji. Ulug Beg je z drugimi pesniki razpravljal o aktualnih družbenih zadevah. Med razpravami se je izražal v slogu, ki so ga krajevni poeti imenovali bahribajt.
Ustanovil je tudi medreso v Buhari.
Po podatkih v medicinski knjigi Maškovski, napisani v ruščini, je Ulug Beg odkril česnovo tinkturo, domnevno učinkovito za zdravljenje diareje, glavobola, bolečin v želodcu in bolezni črevesja. Razen tega je tudi svetoval mladoporočencem. Priporočal jim je jedi, ki vsebujejo oreške, suhe marelice, rozine in drugo, za katere je trdil, da povečujejo moško spolno moč. Recepti so omenjeni tudi v Ibn Sinovih knjigah.

### Astronomija
Ulug Bega je sprva zanimala predvsem astronomija, zato je leta 1424 začel z gradnjo ogromnega observatorija Gurkanski zidž, podoben observatoriju Tycha de Braheja (1546-1601) v Uraniborgu in Taki Al Dinovemu v Istanbulu. Otvorila ga je njegova mati Gaharšad. Dokončal ga je leta 1426 in je bil za tedanji čas pravo čudo tehnike sredi zgradb vse preveč pravovernih gorečnežev. Zaradi pomanjkanja daljnogledov je točnost meritev povečal s podaljšanjem dolžine sekstanta. Tako imenovani Fahrijev sekstant je imel polmer približno 36 m in optično ločljivostjo 180" (ločnih sekund).
V observatoriju so začeli točno opazovati predvsem lege zvezd in planetov. V skupnem delu so začeli sestavljati nove astronomske tabele, zadnje veliko delo arabske astronomije. V času njegovega vladanja je Samarkand, poleg Herata in Širaza, resnično postal kulturno in znanstveno središče vse Srednje Azije.
Njihova astronomska opazovanja so pripeljala do rešitve nekaterih nalog praktične astronomije in teorije gibanja planetov, čeprav na tem področju dlje od Hiparha, Ptolemaja in at-Tusija niso prišli. Poleg tega pa so jim redna in točna opazovanja omogočila sestavo zvezdnih katalogov.
Z merjenji s pomočjo prečno v observatorij zidanega višinskega kvadranta, Fakrijevega sekstanta je med letoma 1438 in 1439 sestavil Zidž Ulug-Begi (Zīdž-i Sultānī), astronomsko preglednico in zvezdni katalog za epoho 1437,5 z zvezdno karto 994 zvezd. To je bila obsežna in odlična predelava več predhodnih zvezdnih katalogov, predvsem pa Hiparhovega iz leta 129 pr. n. št. (135, 130, 127 pr. n. št.) in Ali Sufijevega iz leta 964. Po točnosti sta njegov katalog šele v 16. stoletju presegla Taki Al Din in de Brahe. Njegovo delo jo primerljivo z delom Ali Sufija Knjiga o nepremičnih zvezdah' (Kitab al-Kavatib al-Tabit al-Musavar).
Poleg kvadranta je bil v observatoriju nameščen tudi marmorni sekstant, trikveter in armilarna sfera.
V starejših arabskih zvezdnih katalogih je našel več resnih napak. Nekatere je z upoštevanjem precesije pri zemljepisnih dolžinah posodobil Ptolemaj. Napake so ga spodbudile, da je na novo določil lege vseh 994 katalogiziranih zvezd. 27 zvezd je dodal iz Al Sufijevega kataloga, ker so bile preveč južno, da bi jih lahko opazoval v Samarkandu.
Ulugbegov katalog, ki je eno od najbolj izvirnih srednjeveških del, je v Evropi prvi izdal Hyde v Oxfordu leta 1665 z naslovom Preglednice zemljepisnih dolžin in širin stalnih zvezd po Ulugbegovih opazovanjih (Tabulae longitudinis et latitudinis stellarum fixarum ex observatione Ulugbeighi).   Katalog je leta 1767 ponatisnil G. Sharpe. Kasneje sta zvezdni katalog izdala Baily leta 1843 v xiii. zvezku Memoirs of the Royal Astronomical Society in leta 1917 angleški poslovnež in ljubitelski astronom Edward Ball Knobel v delu Ulug Begov zvezdni katalog, ... (Ulugh Beg's Catalogue of Stars, Revised from all Persian Manuscripts Existing in Great Britain, with a Vocabulary of Persian and Arabic Words).
Njegovo delo na tem področju se lahko primerja z delom nemškega astronoma Bayerja (1572-1625) in še posebej z delom danskega astronoma de Braheja dobro stoletje pozneje, katerega zidni kvadrant s premerom 3 m je imel ločljivost že 100" in je botroval Keplerjevim zakonom za gibanje Marsa in ostalih planetov. Eliptičnega gibanja planetov niti Ulug Beg niti de Brahe nista zaznala. To je uspelo šele Keplerju leta 1605 praktično, ter Newtonu in Halleyju leta 1684 teoretično.
Ulug Beg je določil tudi nagib Zemljine vrtilne osi kot 23,52º. Njegov izračun je nekaj sto naslednjih let veljal za najtočnejšega. Bil je točnejši od Kopernikovih in de Brahejevih meritev.

### Matematika
Ulugbegov učenec Kašani je v Traktatu o tetivi in sinusu odkril metodo za računanja sinusa 1 º s poljubno točnostjo in ga izračunal na 18 decimalnih mest točno kot 0,017452406437283571 z napako {\displaystyle +8\cdot 10^{-18}}. Izračunavanje s tolikšno točnostjo je bilo težavno in počasno delo, kar je še danes. Le s to njegovo metodo so lahko okoli leta 1440 sestavili pripravili tudi tako dobre trigonometrične preglednice v Ulugbegovem Gurganskem zidžu, v katerih so vrednosti kotnih funkcij točne na najmanj 8 mest v šestdesetiškem sistemu. Kašani je bil eden redkih, ki je razumel probleme v zvezi z opazovanji.
Preglednice so bile izboljšava Ptolemajevih in so v zgodovini računske matematike nedvomno pomenile pomemben dogodek, čeprav dolgo niso bile na široko znane. Ko so jih šele leta 1665 prevedli v latinščino, so bile de Brahejeve meritve že točnejše in zato niso vplivale na razvoj astronomije.
Čeprav so objavljali v arabščini in so jih prevajali v perzijščino, pozneje v Evropi niso slišali zanj. Njegova šola je dala poleg prispevkov k astronomiji tudi veliko nadarjenih računarjev. Tu se je prvič tako na široko v zgodovini začela ukvarjati z matematiko skupina učenjakov. V manjši meri so se že prej skupinsko ukvarjali z matematiko in astronomijo v središčih drugod po svetu, na primer v Srednji Aziji v Udžainu, Bagdadu, Misoreju, Haranu, Gasni, Raiju, Gurganu in Maragi. Tako je observatorij v Samarkandu postal prvo računsko središče sveta in to je njegov najpomembnejši prispevek.
Med Ulugbegova matematična odkritja spadajo tudi metode za točne približne rešitve kubičnih enačb in delo o binomskem izreku.

### Koledar
Leta 1437 določil dolžino siderskega leta kot SU = 365,2570370... d = 365d 6h 10m 8s z napako +58 sekund. Za merjenje, ki je trajalo več let, je uporabljal velikanski 50 m dolg gnomon. Njegov izračun je šele leta 1525 za 28s izboljšal Kopernik, sklicujoč se na Tabitovo oceno iz 9. stoletja. Tabitova napaka je znašala +2s, gledano z današnjimi očmi. Ulug Beg je s ponovnimi meritvami določil še točnejšo vrednost 365d 5h 49m 15s in svojo napako zmanjšal na +25s, ki je za 5 sekund manjša od Kopernikove (30s).
S primerjavo koledarjev, ki so jih v tistih časih uporabljala tamkašnja ljudstva, je s svojimi učenci sestavil preglednice za štetje let po različnih koledarjih. Omogočale so hitro in točno določanje datumov posameznih dogodkov, omenjenih na orientalskih kulturnih spomenikih in v pisnih dokumentih.

## Vladanje
Ko je leta 1447 kot sultan vzhodnega dela Timuridskega cesarstva nasledil svojega očeta Šahruha Mirzo, se je moral boriti z notranjimi in zunanjimi sovražniki. Napredne misli ter njegovi izredni znanstveni uspehi in uspehi njegove skupine so seveda izpodkopavali verske dogme. Zato so popolnoma razumljivo vzbujali sovraštvo šejkov in samarkandskih dervišev. Slabih 40 let je vladal Samarkandu. V tem času so šejki nemalokrat nasprotovali svojemu vladarju. Obtoževali so ga, da je prelomil zakone šeriatskega prava, osnovnega muslimanskega verskega nauka. Na povsem istoveten način in zaradi podobnih vzrokov ga je doletela enaka kruta usoda znanstvene izobčenosti kot Hajama, Bruna ali Galileja, tako da se lahko brez zadržkov proglasi leta 1092, 1449, 1600 in 1633 za najtemačnejša v vsej zgodovini astronomije. Verske ekstremiste je vodil hodža Ubaidula Akrar, vodja sufijskega reda Nakšbendi.
Končno se je Akraru posrečilo, da je proti Ulug Begu nizkotno naščuval enega od njegovih sinov, Abdela Latifa. Jeseni 1449 je pri Samarkandu Abdel Latif premagal vojsko svojega očeta. Ulug Beg je skušal s sinom skleniti premirje, vendar je sin, obdan z Ulugbegovinmi najhujšimi sovražniki, sklenil, da se bo očeta dokončno znebil. Po nasvetu duhovščine je očetu predlagal, da obišče Meko, kjer naj bi se »spokoril za svoje grehe«. Ulugbegova karavana je res odpotovala proti muslimanskem svetem mestu, na poti pa so romarje zločinsko prestregli jezdeci, ki so jih bili iz Samarkanda poslali za njimi. Ujeli so znamenitega učenjaka in mu brez usmiljenja divjaško odsekali glavo. Tako je bil v 56. letu starosti v nezaslišani zaroti svojega lastnega sina ujet in izdajalsko ubit vladar, ki je bil bolj kot vojskovodja znan kot sloviti astronom in matematik, saj je do tistih dob osnoval največje astronomsko in računsko središče na svetu. Po njegovi smrti so njegov observatorij popolnoma porušili tako, da je deloval samo slabega četrt stoletja. V za astronomijo relativno kratkem času se niso mogli posvetiti zapletenim gibanjem planetov, njihova poznejša zapuščina v Turčiji pa tudi ni več dosti pomagala. Danes na ta dogodek spominja le še vhodna kvadratna zgradba, ki stoji v središču nekdanjega observatorija.
Na nagrobniku v  Ulugbegovi grobnici je v starem tadžiškem jeziku vklesan napis:
»Ta svetli grob, to slavno mesto mučeništva, ta omamni vrt, ta nedosegljiva grobnica je namenjena zadnjemu počitku gospodarja, ki je s svojim prihodom počastil vrtove raja in osrečil prebivališče rajskih prebivalcev. Bil je slaven sultan, izobražen kalif, pomagal je svetu in veri. Njegovo ime je Ulug Beg, sultan, naj Alah blagoslovi njegov grob ...«
Ob robu Samarkanda, prestolnice Vzhodne države velikega Timurja, še danes stoji veličasten spomenik, ki nas spominja na moč in sijaj starih časov. To je mavzolej Gur Emir (Grob princev), grobnica Timuridov, ki so ga dokončali v letu Timurjeve smrti leta 1405 za enega njegovih nečakov. Ima obliko masivnega stolpa z osemkotno osnovo in velikim valjastim tamburjem z enobarvno kupolo šotorske oblike z ozkimi rebri in drobnim ornamentom. V njem so pokopani Timur, trije njegovi sinovi in Ulug Beg, ki nekako ne sodi zraven. Njegov vnuk Babur, ustanovitelj Mogulskega imperija, je prenesel njegove ostanke v ta mavzolej.
Ko so leta 1941 ruski arheologi odprli Ulugbegov grob, so v njem našli kamnit sarkofag, v katerem je ležalo okostje, zavito v dragocene tkanine. Lobanja mrliča je bila ločena od telesa. To so bili posmrtni ostanki tega mogočnega samarkandskega vladarja. Odprli so tudi Timurjevo grobnico. Njegovo okostje so našli pod velikim razklanim blokom žada. Pravijo, da so našli tudi napis, ki pravi, da kdor bo skalil Timurlenkov posmrtni mir, »ga bo poteptal sovrag, strašnejši od mene«. Naslednjega dne je Sovjetsko zvezo napadla Hitlerjeva vojska. Tudi če v tej zgodbi ni resnice, pa potruje nasilno moč, ki jo je Timur uveljavil po vsej srednji Aziji, in pečat, ki ga je vtisnil tamkajšnji kulturi.

## Priznanja

### Poimenovanja
Po njem se imenuje udarni krater na Luni Ulug Beg (Ulugh Beigh). Ime je leta 1830 v svoji Lunini karti predlagal nemški astronom Mädler. Po njem se imenuje tudi asteroid glavnega pasu 2439 Ulugbek.